# Tu te reconnaîtras
Tu te reconnaîtras (укр. Ти впізнаєш себе) — переможна пісня конкурсу Євробачення-1973, виконана французькою співачкою Анн-Марі Давід, що представляла Люксембург. Один з рідкісних випадків на конкурсі, коли перемогла країна, що є чинним переможцем конкурсу: Анне-Марії Давид вдалося повторити торішній успіх Вікі Леандрос, яка також представляла Люксембург з піснею Après toi.

## На Євробаченні
C піснею «Tu te reconnaîtras» Анн-Марі здобула перемогу на Євробаченні-1973, набравши 129 балів та обійшовши фаворитів: іспанську групу «Mocedades» з піснею Eres Tú , яка стала пізніше міжнародним хітом, і британського співака Кліффа Річарда, який виконав пісню Power to All Our Friends.
Анн-Марі впевнено виконала пісню та показала свій сильний вокал, але овацій не була удостоєна, оскільки глядачам заборонено було вставати зі своїх місць. Такі запобіжні заходи були пов'язані з першою участю Ізраїлю на конкурсі. Після теракту на мюнхенській Олімпіаді організатори посилили заходи безпеки для учасниці з Ізраїлю, тому, за розповідями коментаторів, глядачам у залі радили аплодувати сидячи, щоб не потрапити під кулю охорони.
Після перемоги на конкурсі Анн-Марі Давід вирішила спробувати щастя ще раз і виступила з піснею «Je suis l'enfant soleil» на Конкурсі пісні Євробачення-1979, де посіла 3-є місце.

### Бали, отримані Люксембургом
|            | Фінляндія | Бельгія | Португалія | Німеччина | Норвегія | Монако | Іспанія | Швейцарія | Югославія | Італія | Швеція | Нідерланди | Ірландія | Велика Британія | Франція | Ізраїль | Усього |
| Люксембург | 6         | 6       | 8          | 7         | 8        | 7      | 6       | 10        | 9         | 9      | 8      | 9          | 8        | 10              | 10      | 8       | 129    |

Система голосування на конкурсі була наступна: від кожної країни було двоє членів журі, один з яких старше 25 років, другий — молодше. Кожний з них оцінював пісню за 5-бальною системі. У сумі Люксембург отримав по 10 балів від Швейцарії, Великої Британії та Франції.

## Версії на інших мовах
Анна-Марія Давид записала свою переможну пісню на п'яти мовах:
- Французька версія: «Tu te reconnaîtras» (укр. Ти дізнаєшся себе).
- Німецька версія: «Du bist da» (укр. Ви знаходитесь тут).
- Англійська версія: «Wonderful Dream» (укр. Чудовий сон).
- Іспанська версія: «Te reconocerás» (укр. Ми дізнаємося).
- Дві італійські версії: «Il letto del re» (укр. Ліжко короля) і «Non si vive di paura» (укр. Ви не можете жити в страху).

Також в 1974 турецький поп-виконавець Нилюфер Юмлу записав версію турецькою мовою «Göreceksin Kendini» (укр. Ви впізнаєте себе).

## Позиції в чартах
| Чарт            | Місце |
| --------------- | ----- |
| Бельгія         | 4     |
| Велика Британія | 13    |
| Нідерланди      | 2     |
| Норвегія        | 2     |
| Франція         | 3     |
| Швейцарія       | 6     |